# Eriauchenius pauliani
Eriauchenius pauliani is een spinnensoort uit de familie Archaeidae. De soort komt voor in Madagaskar.